# Карасьов Геннадій Олексійович
Геннадій Іванович Карасьов ( 29 серпня 1918, Харків — 5 грудня 1977, Тернопіль ) — архітектор, громадський діяч.

## Життєпис
Геннадій Карасьов народився 1918 року в місті Харкові.
Учасник німецько-радянської війни. Отримав ордени Червоної Зірки (1945), Трудового Червоного Прапора (1971), 7 медалей та інші нагороди.
У 1940 році закінчив Харківський інститут інженерів комунального будівництва.
З 1946 по 1947 рік був інструктором відділу будівництва Тернопільської ОК КПУ.
1947—1956 — головний архітектор м. Тернополя.
1951—1956 — депутат міської ради у м. Тернополі, а з 1965—1969 — депутат Тернопільської обласної ради.
1956—1975 — начальник відділу у справах будівництва і архітектури Тернопільського обласного виконкому.
У 1974 році став членом СА СРСР.
1975—1977 — головний спеціаліст, начальник технічного відділу Тернопільського філіалу проектного інституту «Діпроцивільпромбуд».

## Доробок
Був ініціатором створення великопанельного будівництва в області, а також будівництва керамічної фасадної облицювальної плитки, будинків підвищеної поверховості.
Автор генеральних планів забудови та благоустрою зруйнованого під час війни Тернополя та районних центрів області.